# Di tích

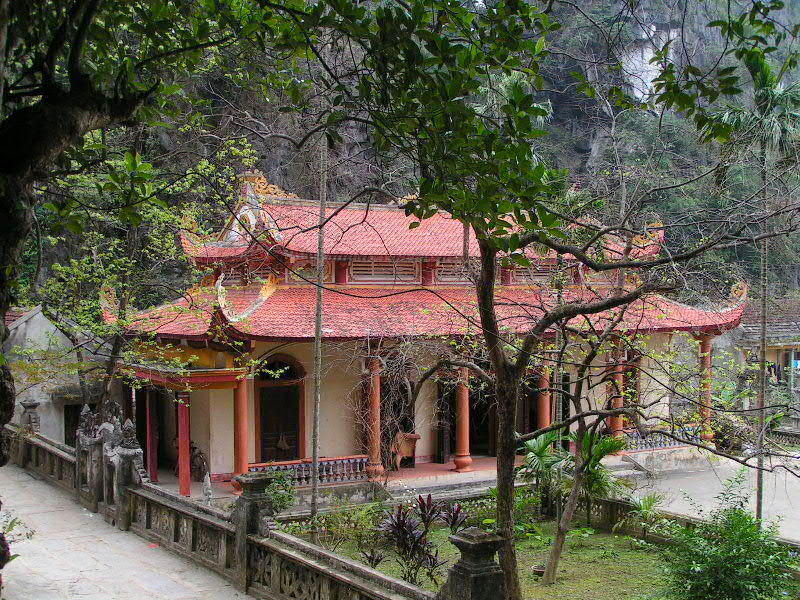
Việt Nam có 14.775 ngôi chùa, chiếm 36% tổng số di tích Việt Nam

Di tích là dấu vết của quá khứ còn lưu lại trong lòng đất hoặc trên mặt đất có ý nghĩa về mặt văn hóa và lịch sử.

## Các loại di tích
1. Công trình kiến trúc nghệ thuật
2. Di tích nhà thờ để tưởng niệm người chết, thường ở trên hoặc gần mộ của họ
3. Di vật và đài tưởng niệm để tưởng niệm người chết, thường là nạn nhân chiến tranh
4. Những cột thường được chụp hoặc vẽ lên đó với một pho tượng
5. Mộ đá tạo thành đài kỷ niệm nhỏ cho một người chết
6. Lăng mộ và các ngôi mộ để đến cõi chết
7. Những tảng đá nguyên khối được dựng nên những mục đích tôn giáo hay để ghi nhớ
8. Những gò đất dựng nên để kỷ niệm những lãnh đạo lớn hay những sự kiện
9. Bia tưởng niệm thường được dựng lên để tưởng niệm các nhà lãnh đạo vĩ đại
10. Những pho tượng của những cá nhân nổi tiếng
11. Đền hoặc công trình xây dựng cho những cuộc hành hương tôn giáo, nghi lễ hay các mục đích kỷ niệm
12. Hồ sơ, cách trình bày thiết kế cho những tượng đài thành thị
13. Những di vật kỷ niệm những thành công quân đội
14. Toàn bộ khu vực thành lập như là đài tưởng niệm để tưởng niệm tội ác chiến tranh
15. Những thắng cảnh đẹp

## Một số di tích nổi tiếng

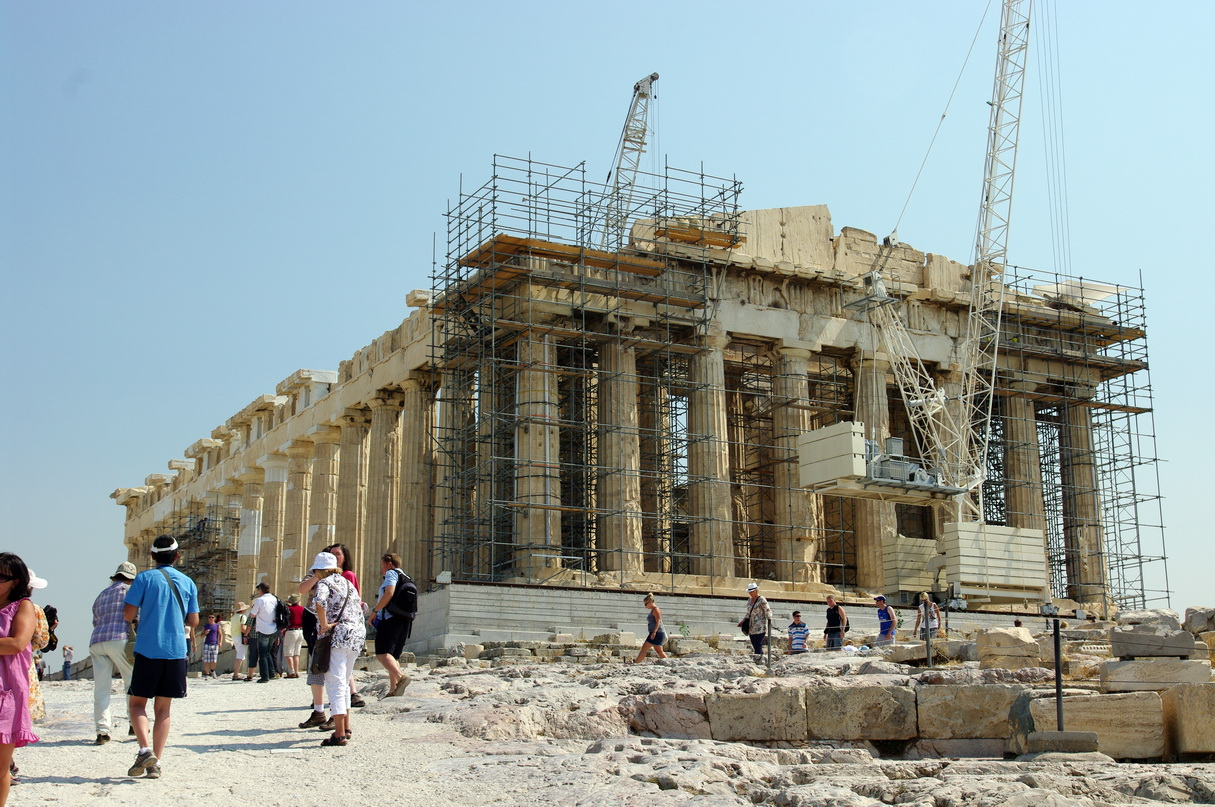
Đền Parthenon, Hy Lạp là một trong những tượng đài vĩ đại nhất của thế giới.
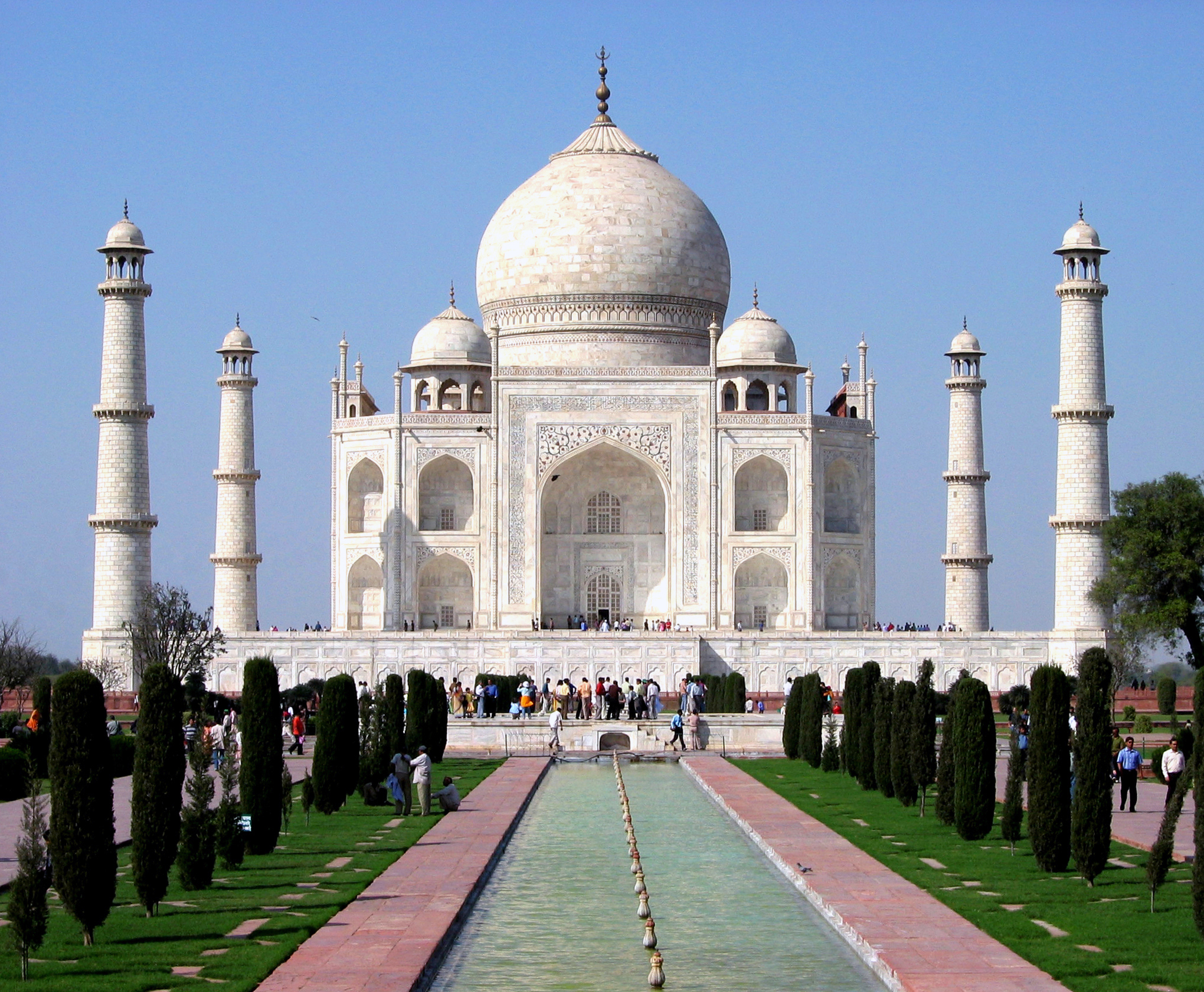
Đền Taj Mahal tại Agra là địa điểm du lịch nổi tiếng nhất Ấn Độ
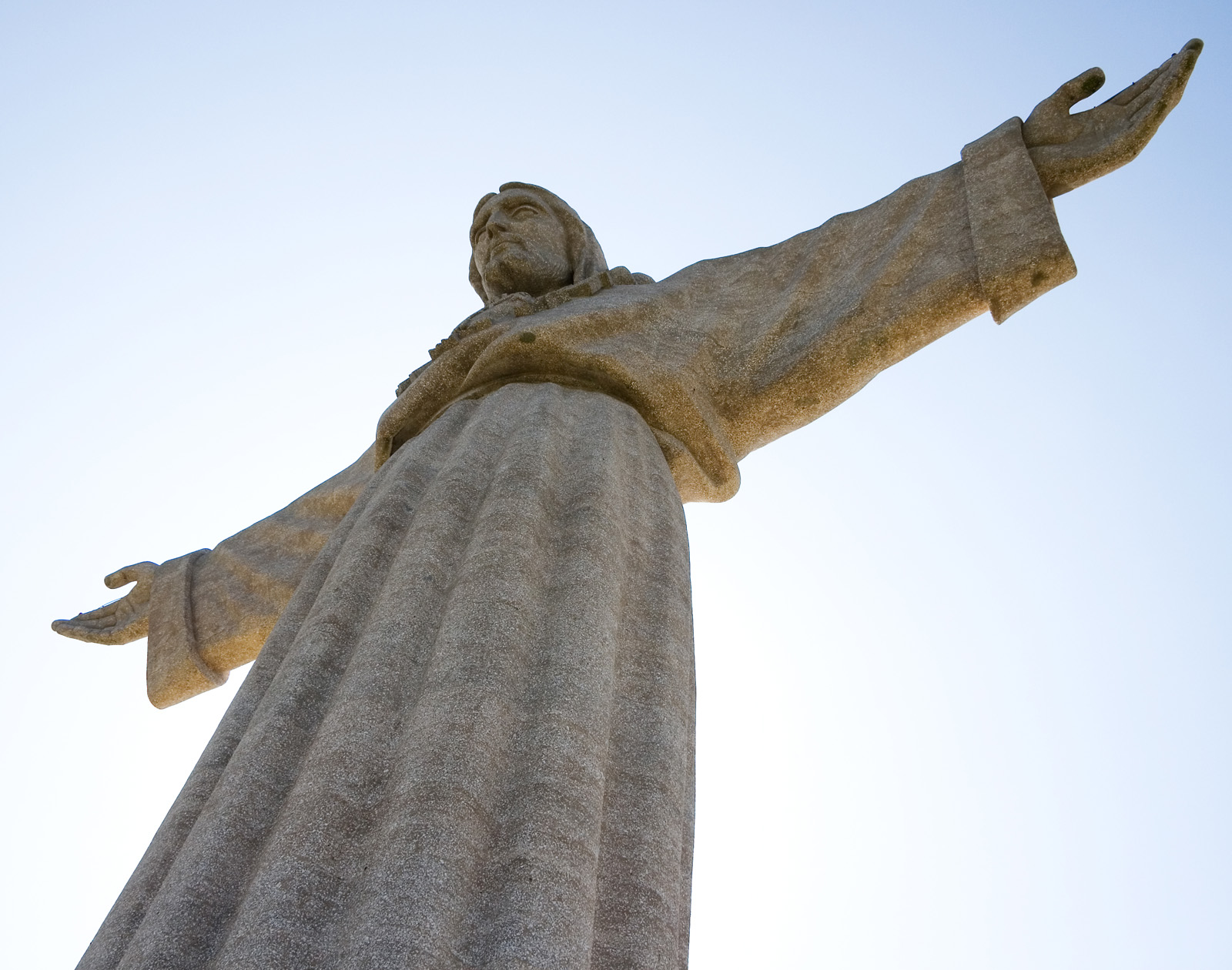
Chúa Kitô, Bồ Đào Nha là một trong những tượng đài cao nhất thế giới.
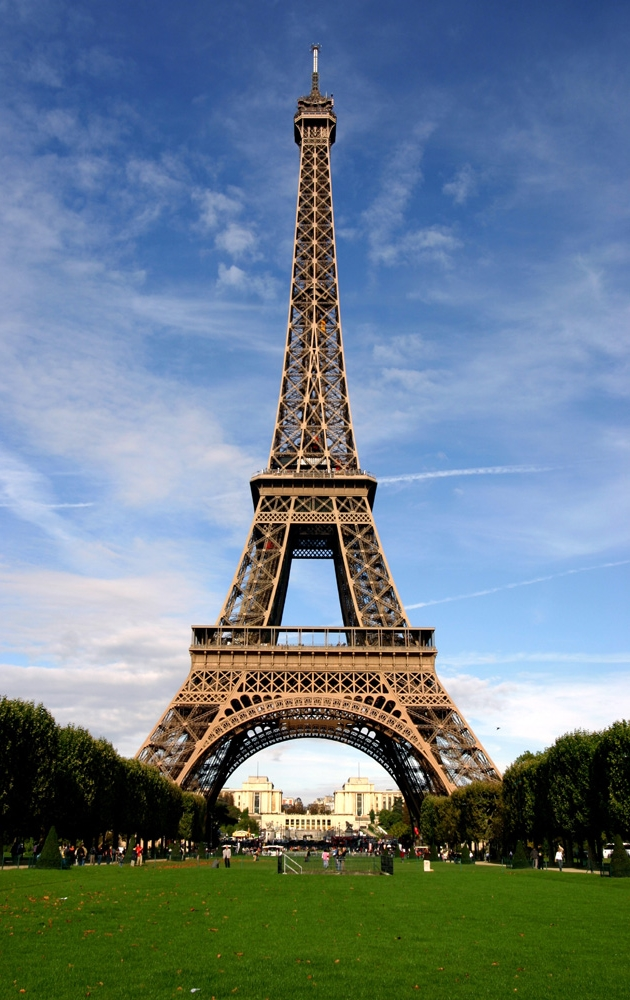
Tháp Eiffel là tượng đài nổi tiếng nhất ở Paris, Pháp
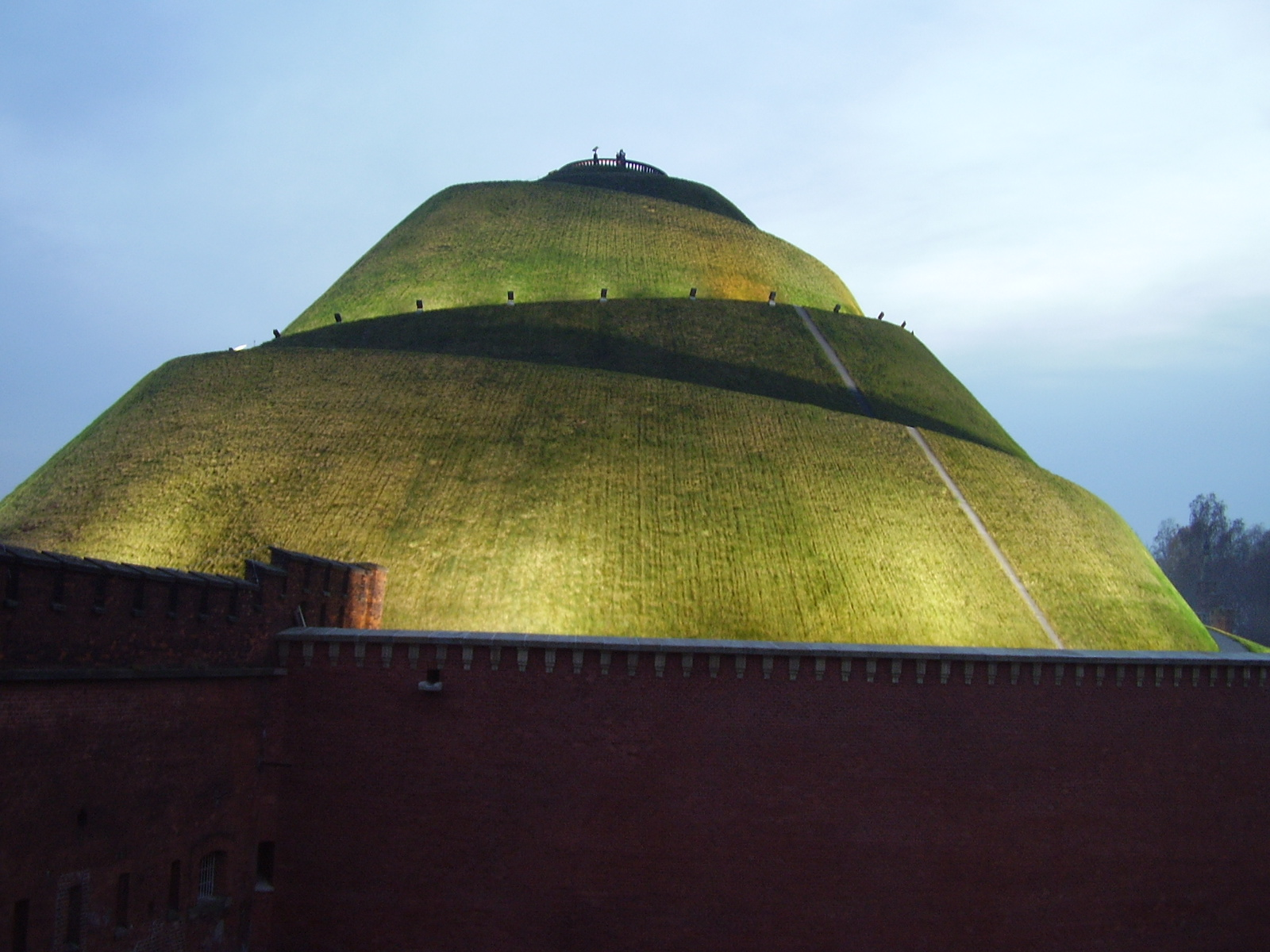
Gò Kosciuszko ở Kraków, Ba Lan. Nơi tưởng niệm Tadeusz Kosciuszko
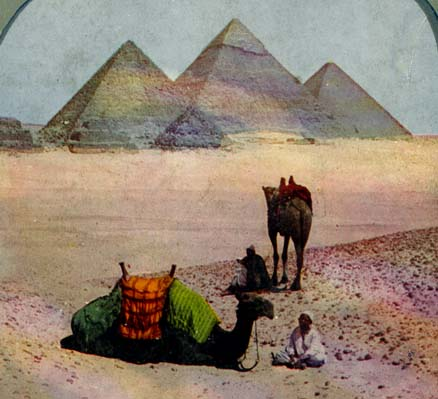
Các kim tự tháp ở Ai Cập
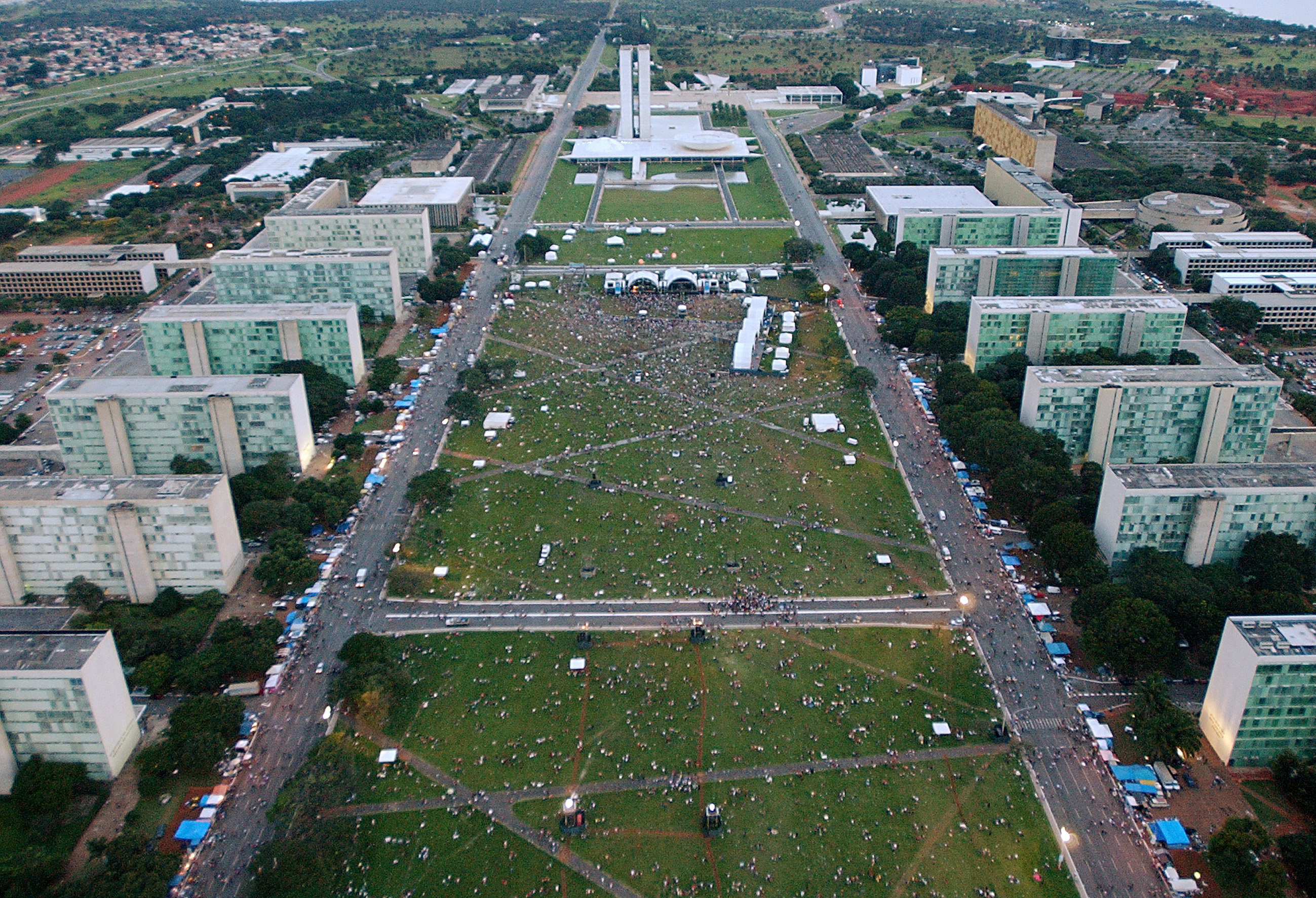
Thành phố Brasilia thủ đô Brasil